# Sicista kazbegica
Sicista kazbegica is een zoogdier uit de familie van de berkenmuizen (Sminthidae). De wetenschappelijke naam van de soort werd voor het eerst geldig gepubliceerd door Sokolov, Baskevich & Kovalskaya in 1986.

## Voorkomen
De soort komt voor in Rusland en Georgië.